# Женская сборная Латвии по футболу
Национа́льная же́нская сбо́рная Ла́твии по футбо́лу (латыш. Latvijas Nacionālā sieviešu futbola izlase) — сборная, представляющая Латвию на международных соревнованиях по женскому футболу. Управляется Латвийской футбольной федерацией.

## Краткая история
Сборная Латвии провела первую игру 14 августа 1992 года против Беларуси, сыграв вничью 0:0. Команда участвовала в отборе на чемпионат Европы 1995 года, а затем снялась с участия в отборочных турнирах к любым международным соревнованиям, вернувшись только в отборочном цикле чемпионата Европы 2009 года. 5 марта 2011 года сборная Латвии впервые в истории одержала победу в матче, обыграв в отборочном цикле к чемпионату Европы 2013 года Литву со счётом 1:0 (единственный гол забила Юлия Соколова).
30 ноября 2021 года сборная Латвии потерпела самое крупное поражение в истории, пропустив 20 безответных мячей от Англии: матч проходил в отборочном цикле к чемпионату мира 2023 года. Этот матч также стал рекордным по количеству забитых голов и разнице мячей в отборочных циклах к чемпионату мира, причём предыдущий рекорд (победа Бельгии над Арменией со счётом 19:0) был поставлен неделю тому назад.

## Текущий состав
Количество игр и голов по состоянию на 4 июня 2025 года.
| Имя                      | Дата рождения             | Клуб          | Матчи (голы) | Дебют за сборную                          |
| Вратари                  | Вратари                   | Вратари       | Вратари      | Вратари                                   |
| ------------------------ | ------------------------- | ------------- | ------------ | ----------------------------------------- |
| Софья Нестерова          | 6 августа 2001 (24 года)  | Гурник        | 21 (−47)     | против Финляндии 6 апреля 2018            |
| Элза Ренате Страздиня    | 29 декабря 2006 (18 лет)  | Рига Вумэн    | 5 (−3)       | против Словении 4 июня 2024               |
| Алина Склеменова         | 15 марта 2004 (21 год)    | РФС Вумэн     | 1 (−12)      | против Англии 30 ноября 2021              |
| Александра Торгошова     | 5 декабря 2008 (16 лет)   | Рига Вумэн    | 0 (0)        | —                                         |
| Мадара Матревица         | 14 марта 2006 (19 лет)    | Метта         | 0 (0)        | —                                         |
| Защитники                |                           |               |              |                                           |
| София Гаранча            | 28 мая 2004 (21 год)      | РФС Вумэн     | 13 (0)       | против Северной Ирландии 21 сентября 2021 |
| Анна Хропатая            | 12 мая 2005 (20 лет)      | РФС Вумэн     | 4 (0)        | против Косова 25 февраля 2025             |
| Анастасия Рочане         | 7 июня 1992 (33 года)     | Астерас       | 102 (4)      | против Эстонии 13 февраля 2011            |
| Александра София Майрна  | 10 декабря 2003 (21 год)  | Мичиган       | 9 (0)        | против Словакии 23 февраля 2024           |
| Никола Брахмане          | 10 сентября 1998 (26 лет) | Ауда          | 4 (0)        | против Северной Ирландии 21 сентября 2021 |
| Сандра Войтане           | 16 сентября 1999 (25 лет) | Вестманнаэйяр | 74 (15)      | против Эстонии 6 февраля 2015             |
| Лаура Сондоре            | 29 декабря 1999 (25 лет)  | Рига Вумэн    | 15 (0)       | против Мексики 28 февраля 2018            |
| Ренате Гаугере           | 21 декабря 2001 (23 года) | Рига Вумэн    | 0 (0)        | —                                         |
| София Гергележиу         | 31 августа 2003 (21 год)  | РФС Вумэн     | 20 (0)       | против Литвы 10 июня 2021                 |
| Полузащитники            |                           |               |              |                                           |
| Анастасия Чемиртане      | 17 октября 1999 (25 лет)  | РФС Вумэн     | 24 (1)       | против Ливана 13 марта 2015               |
| Анна Мария Валака        | 14 ноября 1999 (25 лет)   | РФС Вумэн     | 24 (0)       | против Эстонии 14 июня 2019               |
| Марина Телюкевич         | 19 сентября 2005 (19 лет) | Рига Вумэн    | 9 (0)        | против Андорры 1 декабря 2023             |
| Анастасия Полюхович      | 6 марта 2005 (20 лет)     | Спарта        | 27 (6)       | против Люксембурга 24 июня 2022           |
| Паула Линда Лининя       | 6 мая 2001 (24 года)      | Метта         | 30 (0)       | против Мексики 28 февраля 2018            |
| Виктория Зайчикова       | 4 августа 2000 (25 лет)   | Вестманнаэйяр | 66 (5)       | против Эстонии 15 марта 2017              |
| Анна Кристине Горнела    | 9 сентября 1997 (27 лет)  | Рига Вумэн    | 28 (0)       | против Англии 30 ноября 2021              |
| Габриэла Анния Андерсоне | 31 октября 2008 (16 лет)  | Сассуоло U19  | 4 (0)        | против Косова 25 февраля 2025             |
| Фания Межецка            | 22 июля 2002 (23 года)    | Метта         | 0 (0)        | —                                         |
| Диана Сувитра            | 9 января 2002 (23 года)   | РФС Вумэн     | 20 (3)       | против Литвы 10 апреля 2023               |
| Катрина Данилова         | 10 мая 2004 (21 год)      | Рига Вумэн    | 12 (0)       | против Люксембурга 24 июня 2022           |
| Ольга Шевцова            | 26 ноября 1992 (32 года)  | Вестманнаэйяр | 75 (15)      | против Литвы 14 мая 2010                  |
| Амелия Липшане           | 31 марта 2005 (20 лет)    | Метта         | 8 (0)        | против Азербайджана 14 июля 2023          |
| Моника Эстере Штубе      | 15 сентября 1999 (25 лет) | Брэдфорд Сити | 5 (0)        | против Мальты 11 марта 2017               |
| Алина Ансоне             | 2 февраля 2006 (19 лет)   | РФС Вумэн     | 2 (0)        | против Северной Македонии 30 мая 2025     |
| Нападающие               |                           |               |              |                                           |
| Санта Сания Вушкане      | 22 ноября 2005 (19 лет)   | Катовице      | 10 (1)       | против Словении 4 июня 2024               |
| Сигния Шенберга          | 13 марта 2003 (22 года)   | Метта         | 15 (0)       | против Словакии 27 октября 2020           |
| Карлина Миксоне          | 21 марта 2000 (25 лет)    | Чарни         | 76 (24)      | против Эстонии 6 февраля 2015             |
| Эвелина Яунславиете      | 14 декабря 2006 (18 лет)  | Ауда          | 0 (0)        | —                                         |

### Недавние вызовы
Менее года с момента последнего вызова.
| Имя                      | Дата рождения             | Клуб       | Матчи (голы) | Дебют за сборную                         |
| Вратари                  | Вратари                   | Вратари    | Вратари      | Вратари                                  |
| ------------------------ | ------------------------- | ---------- | ------------ | ---------------------------------------- |
| Эния Анна Вайводе        | 28 декабря 1993 (31 год)  | Рига Вумэн | 28 (−68)     | против Люксембурга 4 апреля 2013         |
| Защитники                |                           |            |              |                                          |
| Анна Флаксе              | 31 января 1999 (26 лет)   | Лиепая     | 35 (0)       | против Эстонии 6 апреля 2017             |
| Лигита Тумане            | 1 мая 1996 (29 лет)       | РФС Вумэн  | 28 (0)       | против Финляндии 4 апреля 2018           |
| Кристине Эвелина Лодзиня | 28 августа 1998 (26 лет)  | Метта      | 5 (0)        | против Австрии 12 апреля 2022            |
| Селга Пенелопе Витморе   | 10 марта 2002 (23 года)   | РФС Вумэн  | 10 (0)       | против Англии 30 ноября 2021             |
| Анастасия Вайнере        | 23 сентября 2004 (20 лет) | Метта      | 7 (0)        | против Молдавии 27 октября 2023          |
| Полузащитники            |                           |            |              |                                          |
| Таисия Смирнова          | 24 сентября 2003 (21 год) | РФС Вумэн  | 5 (0)        | против Северной Ирландии 6 сентября 2022 |
| Нападающие               |                           |            |              |                                          |

## Тренерский штаб
По состоянию на 18 февраля 2025 года.
| Должность                       | Имя                   |
| ------------------------------- | --------------------- |
| Главный тренер                  | Лиене Вациете         |
| Тренер                          | Янис Сеглиньш         |
| Тренер вратарей                 | Дагнис Саусайс        |
| Тренер по физической подготовке | Валерий Жолнерович    |
| Тренер-аналитик                 | Екабс Лагунс          |
| Врач                            | Лига Мейя             |
| Физиотерапевт                   | Мартиньш Каценс       |
| Физиотерапевт                   | Кармена Кетия Позняка |
| Менеджер                        | Марта Лиелаусе        |
| Менеджер по экипировке          | Евгений Васюков       |

## Главные тренеры
- Виктор Лукин (1992—1993)
- Владимир Сербин (1994)
- Григорий Рожков (1996—1998)
- Татьяна Шалимова (2001)[уточнить]
- Агрис Бандолис (2003—2010)[6]
- Дидзис Матисс (28 января 2010—2021)
- Роман Квачёв (10 августа 2021[7] — 27 декабря 2024[8])
- Лиене Вациете (с 17 января 2025[9])

## История выступления на международных турнирах
Чемпион       Финалист       3-е место       4-е место  

### Участие в чемпионатах мира
| Год   | Раунд                  | И                      | В                      | Н*                     | П                      | МЗ                     | МП                     |                        |
| ----- | ---------------------- | ---------------------- | ---------------------- | ---------------------- | ---------------------- | ---------------------- | ---------------------- | ---------------------- |
| 1991  | Не принимала участие   | Не принимала участие   | Не принимала участие   | Не принимала участие   | Не принимала участие   | Не принимала участие   | Не принимала участие   | Не принимала участие   |
| 1995  | Не прошла квалификацию | Не прошла квалификацию | Не прошла квалификацию | Не прошла квалификацию | Не прошла квалификацию | Не прошла квалификацию | Не прошла квалификацию | Не прошла квалификацию |
| 1999  | Не принимала участие   | Не принимала участие   | Не принимала участие   | Не принимала участие   | Не принимала участие   | Не принимала участие   | Не принимала участие   | Не принимала участие   |
| 2003  | Не принимала участие   | Не принимала участие   | Не принимала участие   | Не принимала участие   | Не принимала участие   | Не принимала участие   | Не принимала участие   | Не принимала участие   |
| 2007  | Не принимала участие   | Не принимала участие   | Не принимала участие   | Не принимала участие   | Не принимала участие   | Не принимала участие   | Не принимала участие   | Не принимала участие   |
| 2011  | Не прошла квалификацию | Не прошла квалификацию | Не прошла квалификацию | Не прошла квалификацию | Не прошла квалификацию | Не прошла квалификацию | Не прошла квалификацию | Не прошла квалификацию |
| 2015  | Не прошла квалификацию | Не прошла квалификацию | Не прошла квалификацию | Не прошла квалификацию | Не прошла квалификацию | Не прошла квалификацию | Не прошла квалификацию | Не прошла квалификацию |
| 2019  | Не прошла квалификацию | Не прошла квалификацию | Не прошла квалификацию | Не прошла квалификацию | Не прошла квалификацию | Не прошла квалификацию | Не прошла квалификацию | Не прошла квалификацию |
| 2023  | Отборочный турнир      | Отборочный турнир      | Отборочный турнир      | Отборочный турнир      | Отборочный турнир      | Отборочный турнир      | Отборочный турнир      | Отборочный турнир      |
| Итого | 0/9                    |                        |                        |                        |                        |                        |                        |                        |

### Участие в чемпионатах Европы
| Год   | Раунд                  | И                      | В                      | Н*                     | П                      | МЗ                     | МП                     |                        |
| ----- | ---------------------- | ---------------------- | ---------------------- | ---------------------- | ---------------------- | ---------------------- | ---------------------- | ---------------------- |
| 1984  | Не принимала участие   | Не принимала участие   | Не принимала участие   | Не принимала участие   | Не принимала участие   | Не принимала участие   | Не принимала участие   | Не принимала участие   |
| 1987  | Не принимала участие   | Не принимала участие   | Не принимала участие   | Не принимала участие   | Не принимала участие   | Не принимала участие   | Не принимала участие   | Не принимала участие   |
| 1989  | Не принимала участие   | Не принимала участие   | Не принимала участие   | Не принимала участие   | Не принимала участие   | Не принимала участие   | Не принимала участие   | Не принимала участие   |
| 1991  | Не принимала участие   | Не принимала участие   | Не принимала участие   | Не принимала участие   | Не принимала участие   | Не принимала участие   | Не принимала участие   | Не принимала участие   |
| 1993  | Не принимала участие   | Не принимала участие   | Не принимала участие   | Не принимала участие   | Не принимала участие   | Не принимала участие   | Не принимала участие   | Не принимала участие   |
| 1995  | Не прошла квалификацию | Не прошла квалификацию | Не прошла квалификацию | Не прошла квалификацию | Не прошла квалификацию | Не прошла квалификацию | Не прошла квалификацию | Не прошла квалификацию |
| 1997  | Не принимала участие   | Не принимала участие   | Не принимала участие   | Не принимала участие   | Не принимала участие   | Не принимала участие   | Не принимала участие   | Не принимала участие   |
| 2001  | Не принимала участие   | Не принимала участие   | Не принимала участие   | Не принимала участие   | Не принимала участие   | Не принимала участие   | Не принимала участие   | Не принимала участие   |
| 2005  | Не принимала участие   | Не принимала участие   | Не принимала участие   | Не принимала участие   | Не принимала участие   | Не принимала участие   | Не принимала участие   | Не принимала участие   |
| 2009  | Не прошла квалификацию | Не прошла квалификацию | Не прошла квалификацию | Не прошла квалификацию | Не прошла квалификацию | Не прошла квалификацию | Не прошла квалификацию | Не прошла квалификацию |
| 2013  | Не прошла квалификацию | Не прошла квалификацию | Не прошла квалификацию | Не прошла квалификацию | Не прошла квалификацию | Не прошла квалификацию | Не прошла квалификацию | Не прошла квалификацию |
| 2017  | Не прошла квалификацию | Не прошла квалификацию | Не прошла квалификацию | Не прошла квалификацию | Не прошла квалификацию | Не прошла квалификацию | Не прошла квалификацию | Не прошла квалификацию |
| 2022  | Не прошла квалификацию | Не прошла квалификацию | Не прошла квалификацию | Не прошла квалификацию | Не прошла квалификацию | Не прошла квалификацию | Не прошла квалификацию | Не прошла квалификацию |
| Итого | 0/13                   |                        |                        |                        |                        |                        |                        |                        |